# 克桑西竞技俱乐部
薩丁體育會（希臘語：Αθλητικός Όμιλος Ξάνθη）是希腊克桑西的一个足球俱乐部，成立于1967年。赞助商曾为斯柯达，故曾冠名为斯柯达克桑西竞技俱乐部。薩丁體育會现参加希腊足球超级联赛。
2004–05赛季，薩丁體育會获得第四名，为该队近年最好成绩。